# Anders Lind
Anders Lind (14. december 1998) er en dansk landsholdspiller og offensiv spiller i bordtennis medlem af Københavns Bordtennisklub tidligere i BTK Vedbæk og Hillerød GI.
Anders Lind var kun 10 år, da han sikrede sig det uofficielle Europamesterskab i U12 2009 i Schiltigheim, Frankrig. Guldmedaljen kom i hus efter en finalesejr på 3-2 og 18-16 i femte og afgørende sæt over østrigske Andreas Levenko. Senere på sæsonen vandt han også Stiga Masters 2009, som var Europa Top 16 for spillere født i 1998 eller senere. 
Som 13-årig spillede Anders Lind sit første senior EM i bordtennis i Herning 2012, hvor han var turneringens yngste spiller. Lind og hans tre år ældre doublemakker Claus Nielsen måtte dog se sig besejret af en Matiss Burgis fra Letland og svenske Robert Svensson med 9-11, 11-2, 12-10 og 11-7 og tabte også deres anden kamp 12-10, 9-11, 3-11 og 3-11 til et russisk par Vasily Lakeev og Viacheslav Burov. Dermed var de to danskere slået ud af doubleturneringen. I singelturneringen tabte Anders Lind 0-3 i sæt til ukrainske Yaroslav Stoyanov.
I 2012 blev han nummer 6 ved Europa Top 10 for drenge, dansk mester i drengesingle og mixed double, vandt drenge Top 12, vandt bronze ved ITTF Polish Open i drengesingle, bronze ved ITTF Spanish Open i drenge single, sølv ved ITTF Spanish Open drengehold og bronze ved EM for drengehold.
Anders Lind blev 2012 kåret som årets talent i dansk bordtennis. Med prisen fulgte en check på 5000 kroner, som skal bruges til at understøtte hans videre bordtennisudvikling. Han har tidligere modtaget Team Copenhagens pris som Årets idrætstalent i København i 2010. 
Anders Lind var i efteråret 2012 nummer to i Europa i aldersgruppen 15-årige.

## Resultater
2012
- DM for ungdom Drenge Single
- DM for ungdom Drenge/Pige Mixed Double (med Nicoline Koefoed)
- DANMARK TOP 12 Drenge

2010
- DM for ungdom Yngre Drenge Single
- DM for ungdom Yngre Drenge Double (med Oliver Hansen)

2009
- DM for ungdom Yngre Drenge Single
- DM for ungdom Yngre Drenge Double (med Rasmus Ibsen)
- DANMARK TOP 12 Drenge
- Europamester for ungdom-U12 Drenge Single